# Crocidophora arrogantalis
Crocidophora arrogantalis là một loài bướm đêm trong họ Crambidae.